# Susulaku B
Susulaku B is een bestuurslaag in het regentschap Timor Tengah Utara van de provincie Oost-Nusa Tenggara, Indonesië. Susulaku B telt 630 inwoners (volkstelling 2010).